# Bernardo y su reloj
Bernardo y su reloj (originalmente Bernard's Watch) fue un programa de televisión británico producido por ITV principalmente en la escuela South Wilford Endowed, en Nottingham. Trata sobre un niño que puede detener el tiempo con un reloj de bolsillo mágico. Cinco temporadas originales salieron al aire entre el 14 de noviembre de 1997 y mediados del 2001. En 2003 el programa fue re-inventado bajo el nombre de Bernardo (Bernard) y dos nuevas temporadas salieron al aire en 2004 y 2005, respectivamente; esta vez creadas y producidas por Carlton Television y Yorkshire Television con diferentes actores y locaciones. Fue escrita por Robbie Newton, quien luego adaptó algunas de las historias en un libro.

## Trama
1997-2001
Trata sobre un niño llamado Bernardo, que siempre llegaba tarde a todas partes, hasta que un cartero le entregó "un reloj mágico" que podía detener el tiempo como se descubrió en el episodio piloto. Pronto descubrió que el cartero tenía poderes mágicos, y que le daba estos relojes a quienes los necesitaban. Las reglas de su reloj eran que no podía usarlos para cometer delitos ni tampoco debía ser codicioso, y mucho menos, presumido.
Cada episodio se centraba en Bernardo y en situaciones en las que usaba el reloj para resolver problemas.
2004-2005
CITV hizo dos temporadas más con Ryan Watson, sin embargo, éstas eran significativamente diferentes. De acuerdo con la secuencia de apertura, el reloj simplemente voló por la ventana de Bernardo. El personaje del cartero no existía, y Bernardo parecía ser la única persona en el mundo que tenía un reloj mágico. Su mejor amigo Nathan sabía sobre el reloj. Esta serie se centraba principalmente en su escuela Pentup, donde Bernardo intentaba sacar lo mejor de su abusiva maestra Miss Savage y una chica popular de ahí, llamada Nicolette.

## Reparto

### Serie original
- Narrador - Liza Goddard
- Bernardo Beasley - David Peachey
- Cartero - Jack McKenzie
- Sr. John Beasley - Martin Nei
- Sra Jane Beasley - Ruth Hudson
- Abuelo - Barry Jackson

### Serie modificada
- Bernardo Beasley - Ryan Watson
- Nathan - Ezrah Roberts-Grey
- Nicolette - Rosie Day
- Mr Steel - Martin Ball
- Yvonne Savage - Kay Purcell
- Hayley - Katie Pearson
- Robbie - Nicholas Baker